# Elsad Zverotić
Elsad Zverotić, född 31 oktober 1986 i Berane, SFR Jugoslavien, är en montenegrinsk fotbollsspelare som spelar för den schweiziska klubben FC Aarau. Han har även representerat Montenegros fotbollslandslag.